# Люблінець (заповідне урочище)
Любліне́ць — заповідне урочище місцевого значення в Україні. Розташоване в межах Івано-Франківського району Івано-Франківської області, на південний захід від села Кривець. 
Площа 113 га. Статус надано згідно з рішенням облдержадміністрації від 15.07.1996 року № 451, зі змінами у площі згідно з рішенням обласної ради 12.03.2004 року № 350-10/2004. Перебуває у віданні ДП «Солотвинський лісгосп» (Солотвинське лісництво, кв. 5). 
Статус надано з метою збереження цінних насаджень бука і модрини європейської.